# Chiesa di Santa Maria della Scala (Castelvisconti)
La chiesa di Santa Maria della Scala è la parrocchiale di Castelvisconti, in provincia e diocesi di Cremona; fa parte della zona pastorale 2. 

## Storia
Il primitivo luogo di culto venne fondato dai canonici della chiesa di Santa Maria della Scala di Milano, ai quali il paese era stato donato alla fine del XIV secolo da Gian Galeazzo Visconti.
Nel 1601 il vescovo di Cremona Cesare Speciano, durante la sua visita pastorale, trovò che il numero dei fedeli era pari a 330, che la cura d'anime era retta dal parroco e da un diacono e che la parrocchia, inserita nel vicariato di Soresina, era unita alla prepositura milanese di Santa Maria della Scala.
Poiché la cappella medievale versava in pessime condizioni ed era ubicata in un'area soggetta alle esondazioni del fiume Oglio, nel 1744 si decise di costruire un nuovo luogo di culto di maggiori dimensioni e in una zona migliore. La chiesa, iniziata nel 1747, venne benedetta 22 novembre 1772; il previsto rivestimento in marmo non fu invece mai realizzato.
L'organo venne messo in opera nel 1779 e nel 1787 fu terminato il campanile dal capomastro casalmoranese Alessandro Stanga.
Il 31 luglio 1798, con decreto del ministro dell'interno della Repubblica Cisalpina Diego Guicciardi, il capitolo della prepositura milanese venne soppresso e la proprietà della chiesa passò direttamente alla diocesi di Cremona.
Nel 1843 si provvide a restaurare l'organo e, quattro anni dopo, i falegnami Giovanni Rinoldi e Giuseppe Cioffi costruirono la bussola lignea; il coro venne invece realizzato nel 1867.
Il tetto dell'edificio fu restaurato nel 1971; l'anno seguente le balaustre che delimitavano il presbiterio vennero rimosse e il materiale fu riutilizzato per costruire l'ambone e la mensa rivolta verso l'assemblea, in ossequio alle norme postconciliari, i quali vennero poi sostituiti nel 2000 con analoghi arredi realizzati in marmo rosa del Portogallo.

## Descrizione

### Esterno
La facciata a salienti in mattoni della chiesa, rivolta a occidente, è suddivisa da una cornice marcapiano modanata in due registri, entrambi scanditi da lesene; quello inferiore, più largo, è caratterizzato dal portale d'ingresso, mentre quello superiore presenta una finestra ed è coronato dal timpano di forma triangolare.
Annesso alla parrocchiale è il campanile a base quadrata, la cui cella presenta su ogni lato una bifora ed è coperta dal tetto a quattro falde.

### Interno
L'interno dell'edificio si compone di un'unica navata, sulla quale si affacciano delle nicchie e le cappelle laterali, introdotte da archi a tutto sesto, e le cui pareti sono scandite da lesene sorreggenti la trabeazione modanata e aggettante sopra la quale si imposta la volta a botte, abbellita da costoloni; al termine dell'aula si sviluppa il presbiterio, rialzato di alcuni gradini e chiuso dall'abside di forma semicircolare.